# 绿背林鹟
绿背林鹟（学名：Cyornis olivaceus）一种分布于东南亚的雀形目鸟类，隶属于鹟科仙鹟属。
本种原属于林鹟属（Rhinomyias），基于2010年分子系统发生学研究结果移入仙鹟属。